# Cyanophycine

Deux sous-unités de cyanophycine avec des directions alternées.

La cyanophycine, ou multiarginyl-poly[L-aspartate], est un polymère pseudopeptidique d'acides aminés, composé d'une ossature d'acide aspartique et de groupes latéraux d'arginine.
La cyanophycine fut découverte en 1887 par un chercheur italien, Antonino Borzi. On la trouve chez la plupart des cyanobactéries et chez quelques bactéries  hétérotrophes telles qu'Acinetobacter sp. 
La cyanophycine est largement insoluble dans des conditions physiologiques et s'accumule sous la forme de granules dans le cytoplasme pendant des phases de privation de phosphate ou de soufre. Elle est utilisée comme composé de réserve d'azote et le cas échéant de carbone et sert aussi de tampon dynamique pour l'azote fixé dans les hétérocystes des cyanobactéries. L'azote et le carbone sont mobilisés à partir de la cyanophycine par la cyanophycinase intracellulaire sous la forme de dipeptides d'aspartate-arginine.
La cyanophycine est synthétisée à partir de l'arginine et de l'aspartate dans une réaction liée à l'ATP, catalysée par une seule enzyme, la cyanophycine synthétase (CphA). 
La cyanophycine est potentiellement intéressante en biotechnologie comme source d'acide polyaspartique. Du fait de son caractère poly-amphotère inhabituel, la cyanophycine est soluble dans l'eau en milieu acide (0,1 M HCl) ou basique. 
L'expression hétérologue de la cyanophycine synthétase permet la production de cyanophycine dans de nombreuses bactéries importantes en biotechnologie telles que Escherichia coli et Corynebacterium glutamicum.